# Elecciones presidenciales de Togo de 2025
El 3 de mayo de 2025, Togo llevó a cabo elecciones presidenciales de forma indirecta.Estas fueron las primeras desde que, en 2024, se implementaron reformas constitucionales que eliminaron las votaciones directas para presidente. A partir de entonces, la Asamblea Nacional quedó encargada de elegir al mandatario, quien desempeñará un doble mandato de cuatro años. Faure Gnassingbé, presidente desde el 4 de mayo de 2005,no tenía la posibilidad de postularse nuevamente.
La presidencia en este contexto es principalmente ceremonial y posee poca autoridad real. La tarea principal del presidente consiste en dialogar con los líderes de los distintos partidos después de las elecciones legislativas para discutir las propuestas de primer ministro y encargar a quien considere con más opciones de formar gobierno que lo intente. El verdadero poder ejecutivo reside en la figura del presidente del Consejo de Ministros, antes conocido como primer ministro, puesto que en algún momento ocupó Faure Gnassingbé.
Solo hubo un candidato, Jean-Lucien Savi de Tové, quien fue exministro del gobierno y es un opositor al régimen de Gnassingbé, que ha gobernado el país desde 1967. Al ser el único nominado y presentarse de manera independiente, Savi de Tové resultó ganador de la votación por unanimidad y asumió la presidencia de forma inmediata. Al tomar posesión del cargo apenas cuatro días antes de cumplir 86 años, Savi de Tové se convirtió en el presidente de mayor edad en la historia de Togo.

## Sistema electoral
De acuerdo con la Constitución de 2024, el Presidente de la República de Togo es seleccionado para un mandato de cuatro años, con la posibilidad de ser reelegido una vez más. Esta elección se realiza de manera indirecta, a través de un colegio electoral compuesto por los miembros de la Asamblea Nacional y del Senado, quienes se reúnen en sesión conjunta para votar.
Este colegio electoral debe ser convocado por el presidente de la Asamblea Nacional dentro de los treinta días previos a la finalización del mandato del actual Jefe de Estado. Si la Asamblea Nacional se encuentra disuelta o faltan menos de tres meses para que termine la legislatura vigente, las elecciones presidenciales deberán realizarse dentro de los cuarenta y cinco días posteriores a la instalación de la nueva legislatura. En caso de que el presidente en funciones sufra una incapacidad permanente, la asamblea de electores se deberá convocar, como máximo, cuarenta y cinco días después de la conclusión anticipada del mandato del presidente saliente.
Para ser elegido presidente, un candidato debe ser nominado por alguno de los grupos parlamentarios de la Asamblea Nacional, tener exclusivamente la nacionalidad togolesa por nacimiento, contar con más de 50 años al momento de la elección, disfrutar de plenos derechos civiles y políticos, y haber residido en el país por más de un año. Además, es necesario que presente un certificado médico avalado por el Tribunal Constitucional que certifique su buena salud física y mental.
En las dos primeras rondas de votación, el candidato debe obtener la mayoría absoluta de los votos de todos los miembros del colegio electoral para ser elegido. Sin embargo, en la tercera ronda, la mayoría necesaria se reduce a una mayoría simple para que un candidato pueda ganar.

## Resultados
El grupo parlamentario de la Unión por la República propuso como candidato a la presidencia de la República a Jean-Lucien Savi de Tové, un veterano opositor al gobierno y exministro de Comercio. Al ser el único aspirante en la contienda, fue elegido por unanimidad por los 150 congresistas que participaron en la votación.
Se convirtió en el primer presidente de la Quinta República, un cargo principalmente honorífico sin poderes reales. Este nombramiento sorprendió a muchos observadores, ya que Savi de Tové es una figura histórica de la oposición, y fue interpretado como una estrategia de Faure Gnassingbé para incluir a un adversario en la alta dirección del Estado con el fin de legitimar la transición del régimen.
| Candidatos                  | Candidatos                  | Partido                     | Votos | %      |
| --------------------------- | --------------------------- | --------------------------- | ----- | ------ |
|                             | Jean-Lucien Savi de Tové    | Independiente               | 150   | 100.00 |
|                             |                             |                             |       |        |
| Votos válidos               | Votos válidos               | Votos válidos               | 150   | 100.00 |
| Votos en blanco e inválidos | Votos en blanco e inválidos | Votos en blanco e inválidos | 0     | 0.00   |
| Total                       | Total                       | Total                       | 150   | 100.00 |
| Abstención                  | Abstención                  | Abstención                  | 24    | 13.79  |
| Registrado/participación    | Registrado/participación    | Registrado/participación    | 174   | 86.21  |